# Kahiem Seawright
Kahiem Jamel Seawright (nacido en Nueva York, Estados Unidos el 17 de diciembre de 1986) es un baloncestista estadounidense. Puede desempeñarse como ala-pívot o pívot y pertenece a la plantilla del Akhisar Belediyespor de la TBL, la segunda división turca.

## Carrera
Inició su carrera en la Universidad de Rhode Island en los Rhode Island Rams. Allí disputó 4 temporadas en la División I de la NCAA, Atlantic Ten Conference.
En el año 2009, se muda a Europa para firmar con el Club Básquet Tarragona de España. En esa temporada, en la Adecco Oro disputó 34 encuentros promediando 11,6 tantos y 7,2 rebotes por partido; tras finalizar en la 16.ª posición disputó los playoffs de descenso a la LEB Plata frente al C.B. Cornellá logrando permanecer en la categoría tras ganar la serie 3-1.
La temporada siguiente firma con otro club de la misma liga, el Baloncesto León donde bajo la conducción técnica de Javier de Grado en 38 partidos convirtió 528 puntos y promedio 15.2 tantos, 7,8 rebotes y 1.3 asistencias por partido. Tuvo el quinto mejor promedio de puntos de esa temporada, junto con el cuarto mejor promedio de rebotes y el segundo mejor promedio de valoraciones por partido con 18,7 puntos y un total de 637 de valoración. Fue elegido MVP de la semana en la jornada 17 (32 de valoración) y en la jornada 26 (35 de valoración). Su equipo finalizó en el quinto puesto de la fase regular pero fue eliminado en la etapa de cuartos de final ante el Leche Río Breogán con una serie 1-3. Su performance le permitió ser fichado en el 2011 por el Blancos de Rueda Valladolid de la Liga ACB, máxima división de España.
Tras una mala experiencia, en enero de 2012 rescindió su contrató y se mudó a Venezuela al Trotamundos de Carabobo. En febrero de 2012, firma con Gimnasia Indalo de la ciudad de Comodoro Rivadavia, Argentina. Luego de una temporada, firmó con el club Buyukcekmece Basket de la segunda división de Turquía.

### Estadísticas NCAA
| Año     | Equipo            | PJ  | MPP  | RPP | APP | PPP  |
| ------- | ----------------- | --- | ---- | --- | --- | ---- |
| 2005-06 | Rhode Island Rams | 28  | 18,6 | 3,5 | 1,4 | 4,4  |
| 2006-07 | Rhode Island Rams | 32  | 30,8 | 7,5 | 1,8 | 11,3 |
| 2007-08 | Rhode Island Rams | 33  | 29,1 | 8,4 | 2,1 | 9,2  |
| 2008-09 | Rhode Island Rams | 34  | 30,7 | 7,5 | 2,2 | 14,1 |
| Total   |                   | 127 | 27,3 | 6,7 | 1,9 | 9,8  |